# Hôn nhân cùng giới ở Wisconsin
Hôn nhân cùng giới đã được công nhận hợp pháp tại tiểu bang Wisconsin của Hoa Kỳ kể từ ngày 6 tháng 10 năm 2014, khi giải quyết vụ kiện thách thức lệnh cấm của tiểu bang đối với hôn nhân cùng giới. Vào ngày 6 tháng 10, Tòa án Tối cao Hoa Kỳ đã từ chối nghe đơn kháng cáo của phán quyết của tòa phúc thẩm tại Wolf v. Walker, người đã tìm thấy lệnh cấm của Wisconsin đối với hôn nhân cùng giới là vi hiến. Tòa án phúc thẩm đã ban hành lệnh cấm thi hành lệnh cấm của nhà nước đối với hôn nhân cùng giới vào ngày hôm sau và các hạt Wisconsin bắt đầu cấp giấy phép kết hôn cho các cặp cùng giới ngay lập tức.
Hiến pháp Wisconsin đã ngăn cản sự công nhận của nhà nước đối với các cuộc hôn nhân cùng giới và cấm thiết lập bất kỳ tình trạng pháp lý tương tự dưới tên khác kể từ năm 2006, khi 59% cử tri phê chuẩn một sửa đổi hiến pháp xác định hôn nhân để loại trừ các cặp cùng giới. Hiến pháp và các đạo luật của tiểu bang trước đây không có hạn chế tương tự. Một vụ kiện liên bang được đệ trình vào tháng 2 năm 2014, Wolf v. Walker, đã thách thức việc Wisconsin từ chối cấp giấy phép kết hôn cho các cặp cùng giới, từ chối công nhận các cuộc hôn nhân cùng giới được thiết lập tại các khu vực pháp lý khác và các đạo luật liên quan. Vào tháng 6 năm 2014, Thẩm phán Barbara Crabb của Tòa án Quận Hoa Kỳ cho Quận Tây Wisconsin đã ra phán quyết cho các nguyên đơn và trong tuần trước khi bà giữ nguyên quyết định của mình, thư ký quận tại 60 trong số 72 quận của tiểu bang đã cấp giấy phép kết hôn cho các cặp cùng giới và một số thực hiện nghi lễ kết hôn cho họ. Tiểu bang đã kháng cáo quyết định của cô lên Tòa phúc thẩm Seventh Circuit, trong đó khẳng định quyết định của cô vào ngày 4 tháng 9 và sau đó tiếp tục thi hành phán quyết cho đến khi Tòa án Tối cao Hoa Kỳ quyết định xem xét vụ án.
Các cuộc thăm dò dư luận kể từ khi cử tri thông qua sửa đổi hiến pháp năm 2006 đã báo cáo một xu hướng ủng hộ sự công nhận hợp pháp của các mối quan hệ đồng tính.
Trước đây, từ tháng 8 năm 2009 đến tháng 4 năm 2018, Wisconsin đã công nhận quan hệ đối tác trong nước, nơi dành quyền hạn chế hợp pháp cho các cặp vợ chồng.